# Nyikoa limbe
Genre
Espèce
Nyikoa limbe, unique représentant du genre Nyikoa, est une espèce d'araignées aranéomorphes de la famille des Pholcidae.

## Distribution
Cette espèce se rencontre en Guinée, au Ghana, au Cameroun et au Congo-Kinshasa,.

## Description
Le mâle holotype mesure 1,7 mm.

## Étymologie
Son nom d'espèce lui a été donné en référence au lieu de sa découverte, Limbé.

## Publication originale
- Huber, 2007 : Two new genera of small, six-eyed pholcid spiders from West Africa, and first record of Spermophorides for mainland Africa (Araneae: Pholcidae). Zootaxa, no 1635, p. 23-43.